# Actée (lune)
Pour les articles homonymes, voir Actée.
Actée, officiellement désignée comme (120347) Salacie I Actée (désignation internationale (120347) Salacia I Actaea), est un objet transneptunien et un satellite naturel en orbite autour de (120347) Salacie.
Il a été découvert par Keith S. Noll, Harold F. Levison, Denise C. Stephens et William M. Grundy à l'aide du télescope spatial Hubble. Sa taille est de 303 kilomètres, environ le tiers de celui de son primaire.
Il est nommé d'après la Néréide Actée.